# T'amo e t'amerò (album)
T'amo e t'amerò è un album che raccoglie la colonna sonora del film T'amo e t'amerò del 1999, eseguito dal cantante italiano Luciano Caldore.

## Tracce
1. T'amo e t'amerò
2. Per un'ora d'amore
3. Amami
4. Non ci sei tu con me
5. Innamorato
6. È colpa mia
7. Noi due indivisibili - (con Laura Chiatti)
8. Baciami
9. Sei bellissima
10. Baciami